# انجمن دوستان آمریکایی خاورمیانه
انجمن دوستان آمریکایی خاورمیانه (AFME) یک سازمان آموزشی بین‌المللی آمریکایی بود که در سال ۱۹۵۱ توسط دوروتی تامپسون، کرمیت روزولت، هری امرسون فوسدیک و ۲۴ نفر دیگر که مربی، الهی‌دان و نویسنده بودند تأسیس شد. قبل از آن سازمان دیگری بنام کمیته عدالت و صلح در سرزمین مقدس وجود داشت. این انجمن بعدها با آژانس اطلاعات مرکزی (سیا) مرتبط شد.

## تاریخ
در سال ۱۹۴۸، ویرجینیا گیلدرسلیو، کرمیت روزولت، هری فاسدیک و دیگران کمیته‌ای با جهت‌گیری مشابه بنام عدالت و صلح در سرزمین مقدس تأسیس کردند.
کرمیت روزولت مدتی به عنوان دبیر اجرایی گروه روشنفکران و سخنگویان انجمن خدمت کرد. هدف انجمن «تقویت ارتباط پرورشی» و «ترویج درک متقابل» بین فرهنگ‌ها بود. آنها معتقد بودند که صلح می‌تواند از طریق آموزش و ایجاد روابط انسانی اتفاق بیفتد. زمانی که دانشجویان در ایالات متحده زندگی می‌کردند، انجمن سعی می‌کرد تا تجربیات خود را با ایجاد گروه‌های دانشجویی در پردیس‌ها بهبود بخشد و آنها چهار گروه اصلی داشتند:
سازمان دانشجویان عرب
سازمان دانشجویان ایرانی
سازمان دانشجویان افغانی
سازمان دانشجویان پاکستانی.
در سال ۱۹۵۲، انجمن گروه انجمن دانشجویان ایرانی مقیم آمریکا که بعدها بخش آمریکایی کنفدراسیون دانشجویان ایرانی شد را در سفارت ایران در آمریکا تأسیس کرد. اولین سازمان دانشجویی ایرانی در کالج لافایت، زیر نظر کشیش چارلز آر. هولاک، مستقر شد. در سال ۱۹۵۳، انجمن دفتری را در تهران افتتاح کرد تا جوانان ایرانی را در «کالج‌ها و دانشگاه‌های پروتستانی مناسب» در ایالات متحده، پذیرش کند.هولاک و سازمان او با کارهای تبلیغی پروتستانی قبلی که در ایران انجام شده بود، ارتباط داشتند.

## ارتباط با سیا
در سال ۱۹۶۷، مجله Ramparts رابطه بین انجمن و سازمان سیا را فاش کرد.مورخان میلر، هیو ویلفورد و دیگران استدلال کردند که از سال‌های اولیه انجمن بخشی از تلاش‌های تبلیغاتی عرب‌گرایان در داخل ایالات متحده بوده که «به‌طور مخفیانه توسط سیا تأمین مالی و تا حدی مدیریت می‌شده‌است». و بودجه ای هم از کنسرسیوم نفتی آرامکو می‌گرفته. گزارش‌های دست اول نشان می‌دهد که جامعه اطلاعاتی آمریکا از انجمن به عنوان وسیله ای برای ایجاد شبکه اطلاعاتی خود در خاورمیانه پس از جنگ جهانی دوم استفاده کرده‌است.